# Fallout Shelter
Fallout Shelter – komputerowa gra symulacyjna oparta na modelu free-to-play. Została stworzona przez Bethesda Game Studios, a wydana przez Bethesdę Softworks na platformy mobilne jako część serii Fallout. Na urządzeniach z systemem iOS pojawiła się 14 czerwca 2015, zaś premiera na urządzenia z systemem Android odbyła się 13 sierpnia 2015. Podczas targów Electronic Entertainment Expo 2016 zapowiedziana została wersja na komputery osobiste, której premiera odbyła się 14 lipca 2016.

## Rozgrywka
Gracz buduje kryptę (tytułowy schron przeciwatomowy), a następnie zarządza nią jako jej nadzorca, sprawując kontrolę nad mieszkańcami i dbając o ich zadowolenie. Może przyjmować do krypty ocalałych z pustkowi, a następnie przydzielać ich do pracy w różnych pomieszczeniach wytwarzających określone rodzaje surowców, takie jak np. stimpaki, woda czy jedzenie. Każda postać opisana jest znanym z serii Fallout systemem SPECJAŁ, określającym siłę, percepcję, wytrzymałość, charyzmę, inteligencję, zwinność i szczęście. Szybkość generowania zasobów zależna jest od poziomu umiejętności mieszkańca w systemie SPECJAŁ. Statystyki mieszkańców można zwiększać poprzez treningi, dzięki czemu awansują na wyższe poziom doświadczenia, zdobywając nowe przedmioty i bronie niezbędne do wyruszenia na pustkowia bądź ochrony krypty. Liczbę mieszkańców zwiększyć można poprzez przyjmowanie ludzi z pustkowi lub dopasowywanie do siebie dwóch osób przeciwnej płci celem spłodzenia potomstwa.
Ważnym aspektem gry jest odpowiednie zbalansowanie podstawowych surowców (żywności, wody i energii), żeby pozwalały one zasilać wszystkie wybudowane pomieszczenia oraz wyżywić wszystkich mieszkańców. W krypcie zbudować można wiele rodzajów pomieszczeń, wytwarzających inne dobra bądź zapewniających zróżnicowane premie. W przeciwieństwie do wielu innych gier opartych na modelu free-to-play, w Fallout Shelter niewymagane jest uiszczanie opłat za przyspieszenie długotrwałych akcji. Produkcję w pomieszczeniach można przyspieszyć za darmo, jednak zawsze wiąże się to z ryzykiem katastrof, takich jak pożar czy inwazja radrakanów, do opanowania których można przydzielić mieszkańców. Od czasu do czasu gracze nagradzani są pudełkami śniadaniowymi zawierającymi nagrody, takie jak przedmioty, zasoby czy dodatkowe postacie. Pudełka śniadaniowe można zakupić również poprzez mikrotranskacje.

## Produkcja
W wywiadzie z 2009 roku Todd Howard z Bethesdy, zapytany o możliwość pojawienia się Fallout na urządzenia z iOS, odpowiedział, że świat gry jest na tyle wyjątkowy, że można go przenieść na dowolną platformę sprzętową. Dodał również, że wymyślono i odrzucono już kilka Falloutów na iOS. 5 listopada tego samego roku John Carmack, pracujący wtedy dla id Software, stwierdził, że chociaż nie jest to jeszcze nic oficjalnego, ma koncept gry Fallout przeznaczonej na iPhone’y. Carmack zapowiedział, że prawdopodobnie będzie osobiście zaangażowany w tworzenie gry, jednak ze względu na ogrom prac nad innymi projektami jego zaangażowanie może ograniczyć się do napisania kodu.
Gra została zapowiedziana przez Bethesdę 14 czerwca 2015 roku podczas konferencji na targach Electronic Entertainment Expo jako produkcja free-to-play, która zadebiutuje w AppStore wieczorem po zakończeniu konferencji. Fallout Shelter inspirowane było takimi produkcjami jak Little Computer People, Progress Quest, X-COM, SimCity i FTL: Faster Than Light. Stworzona została przez Bethesda Game Studios we współpracy z Behaviour Interactive na silniku graficznym Unity. 15 czerwca Pete Hines, wiceprezes ds. marketingu, zapowiedział, że w przygotowaniu znajduje się również wersja na urządzenia z systemem Android, która zostanie wydana w późniejszym czasie. 2 czerwca poinformował, że pojawi się ona w sierpniu. Podczas konwentu QuakeCon 2015 datę premiery sprecyzowano na 13 sierpnia.
30 czerwca do gry po raz pierwszy wprowadzono postać z nadchodzącego Fallout 4, Prestona Garvey’ego, dodanego jako nagroda z pudełek śniadaniowych. Wraz z nim wprowadzono dodatkową broń, w którą można wyposażyć innych mieszkańców. 10 lipca pojawiło się pierwsze uaktualnienie, które poza szeregiem poprawek dodało również tryb fotograficzny, pozwalający robić zdjęcia swojej krypty i dzielić się nimi. 13 sierpnia 2015 roku, z okazji premiery gry na urządzeniach z Androidem, ukazała się nowa aktualizacja, dodająca szpony śmierci, kretoszczury oraz możliwość zakupienia robota Pan Złota Rączka, który automatyzuje część zadań w grze.

## Odbiór
Gra spotkała się z pozytywnym lub mieszanym przyjęciem ze strony krytyków. Średnia ocen w serwisie GameRankings wynosi 72,32%, podczas gdy na Metacritic 71/100.
Gra chwalona była m.in. za wciągającą i sensownie zaprojektowaną rozgrywkę, oprawę audiowizualną oraz za to, że nadaje się zarówno do krótkich, jak i długich sesji. Chociaż produkcja często chwalona była za rozsądny model płatności, nie wymagający płacenia za przyspieszenie zadań, został on skrytykowany przez recenzentów „New York Daily News”, Destructoid, „Financial Post” i Game Revolution, którzy stwierdzili, że darmowe pudełka śniadaniowe pojawiają się zbyt rzadko, zaś osoby decydujące się na mikrotransakcje zyskują zbyt dużą przewagę.
Przez pierwszy rok gra została pobrana przez ponad 50 milionów użytkowników urządzeń z systemami Android i iOS.